# H-21 Business SmartPhone
H21 Business SmartPhone（エイチニジュウイチ ビジネス スマートフォン）は、オプトエレクトロニクスによって開発された、業務用ハンディターミナルとして利用することができるNTTドコモの第3世代移動通信システム（FOMA）搭載スマートフォンである。OSにはWindows Mobile 6.5を搭載し、業務用バーコードの読み取りが可能なバーコードスキャナを搭載している。本端末はメーカーブランドであるが、SIMカードはNTTドコモのFOMAカード・ドコモUIMカードしか利用することができない。

## 概要
本端末のメーカーであるオプトエレクトロニクスは携帯電話のメーカーというよりも、バーコードスキャナーに強みを持っているメーカーである。同社のレーザー式のバーコードリーダーモジュールはモトローラに次いで世界第2位のシェアを持つ。そのためバーコードの読み取り機能については、通常の携帯電話のそれとは比較にならないほど優れている。レーザー式のバーコードリーダーモジュールを搭載した機種は、1次元コードを広い範囲で快適に読み取ることが可能であり、そして、液体レンズを搭載したオートフォーカス2次元コードリーダーモジュールを搭載した機種は、他社の2次元コードリーダーはおろか、一般的なレーザー式をも凌ぐ読み取り範囲を有する。
通信機能はFOMAハイスピード（HSPA）「（下り）7.2Mbps/（上り）5.4Mbps」と高速通信が利用可能なほか、WiFiやBluetooth、赤外線通信、更にGPSも搭載されている。
FOMAプラスエリアやWORLD WINGといった国際ローミングも利用可能となっている。
主に配送業、倉庫業などのハードな利用を想定しておりIP64の防水、防塵機能及び、1.2メートルの耐落下性能がある。
キーボードはQWERTYタイプのものと10キータイプのものと2種類用意されている。
パケ・ホーダイダブルを使ったspモードやmoperaへのインターネット通信には対応しないが、ビジネスmoperaアクセスプロといった企業用通信は定額で利用することができる。
大容量バッテリーを搭載しており、通話時間が最大700時間と非常に長時間の利用が可能となっている。
NTTドコモのSIMカード（FOMAカード）を利用するため、利用料金やデータ通信はNTTドコモの仕様に準じる。
NTTドコモの法人営業部門やドコモショップの法人営業部門でも購入が可能となるが、窓口での購入は原則できない。
汎用性の高いWindows Mobileのためハンディーターミナルのほか、インターネットメールやWebブラウジングはもちろん、Windows Mobile特有のアプリケーションやクラウドコンピューティングも利用できる。

## 機能

### バーコードスキャナー
本機に搭載されているバーコードスキャナーの読み取り対応規格と、読み取り方式は以下のとおりとなる。
| 読み取りコード | 対応規格 | 読み取り方式       |
| -------------- | --- | ------------------ |
| 1次元コード    | JAN／EAN／UPC（アドオンコード対応） NW-7（Codabar） Industrial 2 of 5 Interleaved 2 of 5（ITF） Code39 Code128（EAN128） Code93 GS1 DataBar etc. | 赤色半導体レーザー |
| 2次元コード    | QR Code MicroQR PDF417 Micro PDF417 DataMatrix MaxiCode Composite etc.                                                                           | CMOSエリアセンサー |

### メール ブラウザ
メールはPOP、IMAPメールを利用することが可能。前述のビジネスmoperaは企業ネットワークへ直接アクセスがメインとなるため、企業メールが利用可能となる。またGmailやWindows Live Hotmailなどはダイレクトプッシュで利用することが可能となっている。その他のメールはポーリング受信か、手動受信となる。通常のNTTドコモのスマートフォンと同様にmoperaメールを利用することも可能であるが、パケ・ホーダイを使った定額接続はパソコンなどの外部機器を接続した通信扱いになる。またspモードの接続ができないため、spモードのメールやコンテンツは利用することはできない。
ブラウザはInternet Explorer Mobileが搭載されており、Flash Lite 3.1がアドオンされており、一部サイトではフラッシュのコンテンツを閲覧することも可能となっている。
Microsoft ActiveSyncが搭載されているためExchange Serverとの同期、プッシュメールの利用が可能となる。

### その他機能
| 主な対応サービス                   | 主な対応サービス                                                    | 主な対応サービス                                      | 主な対応サービス                                 |
| ---------------------------------- | ------------------------------------------------------------------- | ----------------------------------------------------- | ------------------------------------------------ |
| タッチパネル                       | FOMAハイスピード7.2Mbps                                             | Bluetooth                                             | DCMX／おサイフケータイ                           |
| iアプリオンライン／地図アプリ      | 直感ゲーム／メガiアプリ                                             | iウィジェット                                         | マチキャラ／iコンシェル                          |
| ホームU／ポケットU                 | GPS／ケータイお探し                                                 | デコメール／デコメ絵文字／デコメアニメ                | iチャネル                                        |
| 着もじ                             | テレビ電話／キャラ電                                                | 電話帳お預かりサービス(My Phone利用でバックアップ可能 | フルブラウザ                                     |
| おまかせロック／バイオ認証         | 外部メモリーへiモードコンテンツ移行／ユーザーデータ一括バックアップ | トルカ                                                | iC通信／iCお引越しサービス                       |
| きせかえツール／ダイレクトメニュー | バーコードリーダ                                                    | 2in1                                                  | エリアメール／ソフトウェアーアップデート自動更新 |
| GSM／3Gローミング（WORLD WING）    | 着うたフル／うた・ホーダイ                                          | Music&Videoチャネル／ビデオクリップ                   | デジタルオーディオプレーヤー(WMA)(AAC)           |

## プリインストールアプリ
業務用端末であるが、以下のとおり通常のWindows Mobileスマートフォンと同様のアプリケーションが利用可能となっている。Windows Mobile 6.5から利用可能となったWindows Media MarketPlaceもプリインストールされているため、Windows Media MarketPlaceからさまざまなアプリケーションをダウンロードして利用することも可能となる。
- メーラー（Outlook Mobile）
- ブラウザ（Internet Explorer Mobile）
- 電話
- SMS
- 連絡先
- 予定表
- アラーム
- 画像とビデオ
- Windows Media MarketPlace
- Messenger （Windows Live Messenger）
- Microsoft My Phone
- Windows Live
- 電卓
- ゲーム
- メモ
- 仕事
- Office Mobile
- エクスプローラー
- ActiveSync
- インターネット共有
- タスクマネージャー
- 検索
- ヘルプ
- Adobe Reader LE
- JBlend
- MSNマネー
- MSN天気予報
- リモートデスクトップモバイル
- 検索ウィジェット
- Wi-Fiユーティリティ
- バックアップ マネージャー
- バーコード設定ツール